# Alive! (álbum de Kiss)
Alive! é o primeiro álbum gravado ao vivo da banda Kiss. Foi gravado durante cinco concertos feitos em quatro cidades: Cleveland, Detroit, Wildwood e Davenport, todas nos Estados Unidos.
Com 22 milhões de cópias vendidas em todo o mundo, foi o primeiro ao vivo da banda. Ele contém versões ao vivo de canções dos álbuns: Kiss, Hotter Than Hell e Dressed to Kill.
O disco duplo, gravado de março a junho de 1975, e lançado em 10 de setembro de 1975, foi talvez um divisor de águas da primeira fase do Kiss. Isto porque, apesar do álbum Dressed to Kill, tendo como uma das faixas: "Rock And Roll All Nite", o maior hit da banda, o Kiss ainda era apenas uma banda promissora que poderia sofrer algumas mudanças (como ocorreria anos depois) ou quem sabe até mesmo poderia ocorrer a extinção da banda. O disco mostrou um Kiss bem virtuoso e maduro, apesar do pouco tempo de estrada. Com este disco duplo, eles cravaram sua marca na história do rock and roll. Inicialmente, a dupla platina foi uma brecha do Kiss para o mainstream e também contém a versão ao vivo do então hino do rock mundial "Rock And Roll All Nite".
Alive! vendeu tanto que mudou a carreira do Kiss. Foram mais de 500 mil cópias na primeira semana apenas nos Estados Unidos (onde atingiu a nona posição em vendas) alavancando a carreira da banda e o status dentre os grandes nomes do rock. A partir dele, o nome Kiss permaneceria como símbolo de marketing feito com muito talento e, principalmente, sinônimo de boa música.
O álbum é marcado pela polêmica dos overdubs, ou correções em estúdio, algo que tanto o produtor Eddie Kramer como os próprios membros do Kiss confirmaram anos depois em diversas ocasiões.
O nome do álbum é uma homenagem ao álbum ao vivo Slade Alive! (1972) do grupo de glam rock inglês Slade. Banda essa que influenciou o trabalho do Kiss.
| Críticas profissionais                                                      | Críticas profissionais |
| Avaliações da crítica                                                       | Avaliações da crítica  |
| Fonte                                                                       | Avaliação              |
| --------------------------------------------------------------------------- | ---------------------- |
| allmusic                                                                    | [ 3 ]                  |
| Pitchfork                                                                   | [ 4 ]                  |
| Rolling Stone                                                               | [ 5 ]                  |
| Esta tabela precisa de ser acompanhada por texto em prosa. Consulte o guia. |                        |

## Faixas

### Disco 1
1. "Deuce" (Gene Simmons, Paul Stanley) – 3:32
2. "Strutter" (Paul Stanley, Gene Simmons) – 3:12
3. "Got To Choose" (Paul Stanley) – 3:35
4. "Hotter Than Hell" (Paul Stanley) – 3:11
5. "Firehouse" (Paul Stanley) – 3:42
6. "Nothin' To Lose" (Gene Simmons) – 3:23
7. "C'mon and Love Me" (Paul Stanley) – 2:52
8. "Parasite" (Ace Frehley) – 3:21
9. "She" (Gene Simmons, Stephen Coronel) – 6:42

### Disco 2
1. "Watchin' You" (Gene Simmons) – 3:51
2. "100,000 Years" (Gene Simmons, Paul Stanley) – 12:10
3. "Black Diamond" (Paul Stanley) – 5:50
4. "Rock Bottom" (Ace Frehley, Paul Stanley) – 4:59
5. "Cold Gin" (Ace Frehley) – 5:43
6. "Rock And Roll All Nite" (Paul Stanley, Gene Simmons) – 4:23
7. "Let Me Go, Rock N' Roll" (Paul Stanley, Gene Simmons) – 5:45

## Integrantes
- Gene Simmons - baixo, vocal principal e vocal de apoio
- Paul Stanley - guitarra rítmica, vocal principal e vocal de apoio
- Ace Frehley - guitarra solo e vocal de apoio
- Peter Criss - bateria e vocal de apoio

Participação de:
- Road Manager Junior Smalling - voz de introdução

## Posições atingidas
- Estados Unidos #9
- Áustria #1
- Canadá #3
- Japão #1
- Noruega #31
- Suécia #17
- Reino Unido #25

| Certificador          | Certicado  |
| --------------------- | ---------- |
| RIAA (Estados Unidos) | 4× Platina |

## Compactos
| Ano  | Título                             | Parada                | Posição |
| ---- | ---------------------------------- | --------------------- | ------- |
| 1975 | "Rock And Roll All Nite" (ao vivo) | Pop singles (E.U.A.)  | 2       |
| 1975 | "Rock And Roll All Nite" (ao vivo) | Pop singles (Áustria) | 6       |
| 1975 | "Rock And Roll All Nite" (ao vivo) | Pop singles (Canadá)  | 3       |

## Aclamações
| Publicação    | País           | -                                         | Ano  | Posição |
| ------------- | -------------- | ----------------------------------------- | ---- | ------- |
| Rolling Stone | Estados Unidos | Os 500 Melhores Álbuns de Todos os Tempos | 2003 | 80      |
| Rolling Stone | Estados Unidos | Os 25 Melhores Álbuns Ao Vivo             | 2007 | 1       |